# Chiesa di San Niccolò (Calenzano)
La chiesa di San Niccolò si trova a Calenzano.

## Storia e descrizione
Esisteva già in età romanica, come attestano il tipo di paramento murario e la foggia dell'arco del portale sul lato destro.
La prima menzione documentaria risale al 1260; nel corso della seconda metà del Trecento la chiesa venne restaurata con il contributo di numerosi lasciti di persone del luogo, e nel 1386 fu riconsacrata, come ricorda l'epigrafe murata sul fianco destro. Nel 1799 ereditò il titolo di pieve dall'antica pieve di San Donato.
Nell'ambito degli ammodernamenti trecenteschi vennero eseguiti gli affreschi di Jacopo e Nardo di Cione, tra i quali il Martirio di San Sebastiano, la Natività e santi, l'Annunciazione.
Nei pressi è situato l'Oratorio della Compagnia del Santissimo Sacramento

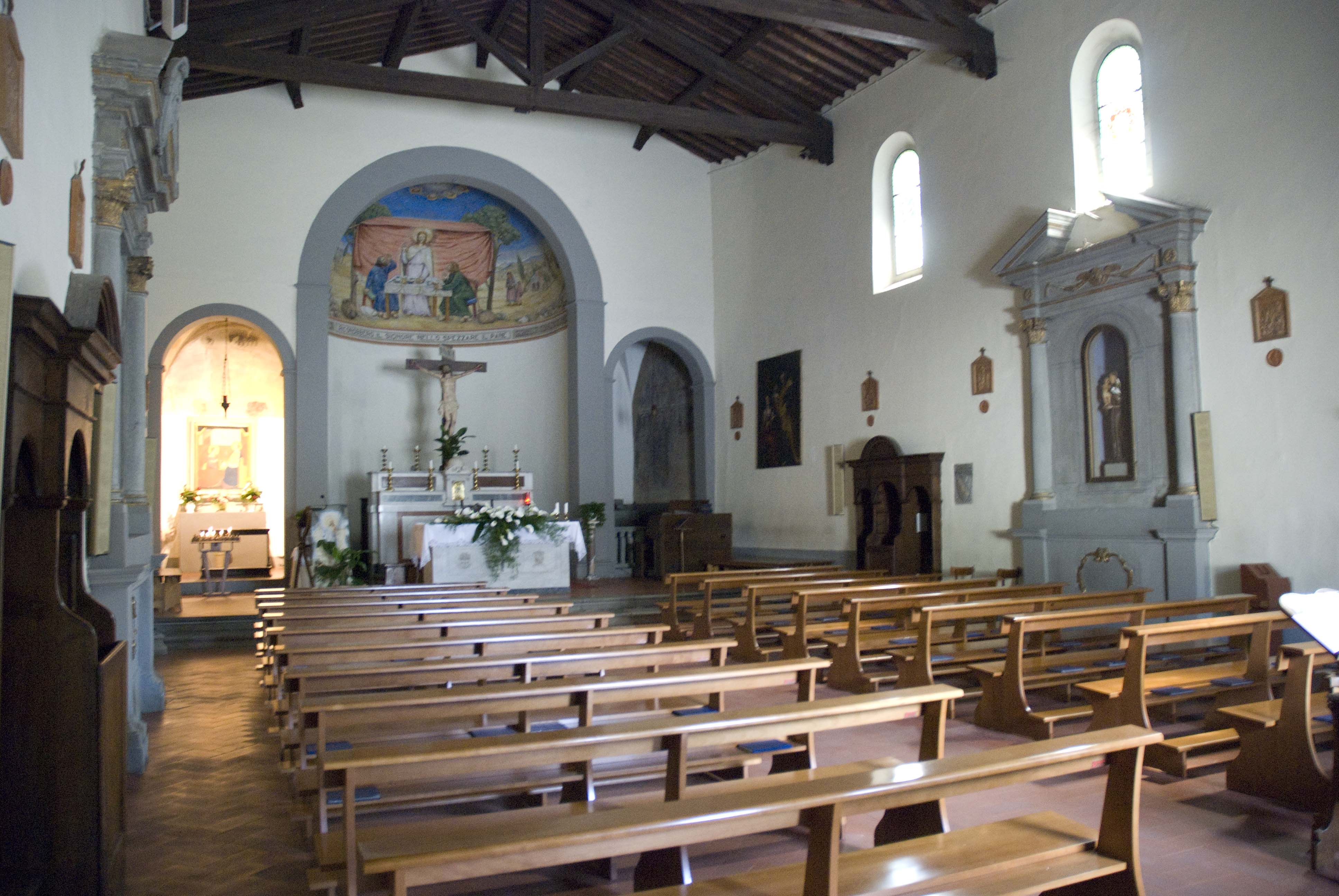
L'interno
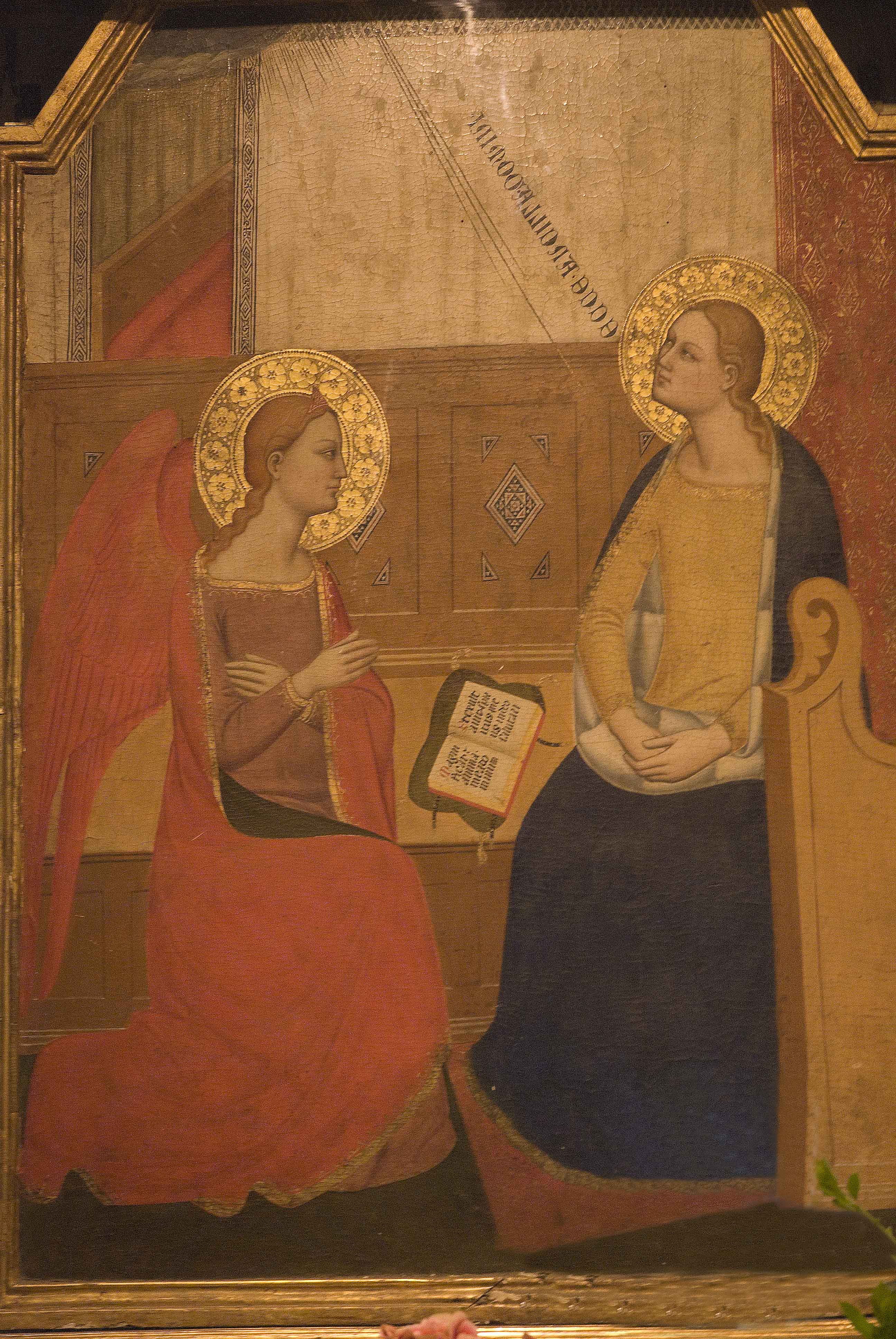
Annunciazione di Jacopo di Cione